# Djabal Achdar
De Djabal Achdar (Arabisch: الجبل الأخضر; al-Djabal al-Achdar; "de groene berg"), ook getranslitereerd als Jebel Akhdar of Jabal Akhdar, is een bergmassief in het centrale deel van het Hadjargebergte in Oman. Het spreidt zich uit over een lengte van ongeveer 300 kilometer van het noordwesten naar het zuiden, op ongeveer 50 tot 100 kilometer vanaf de kust van de Golf van Oman. De Djabal Sjams ("berg van de zon") is met een hoogte van ongeveer 3.000 meter de hoogste bergpiek van het gebergte, van Oman en van het oostelijk deel van het Arabisch Schiereiland en ligt op ongeveer 150 kilometer van de hoofdstad Masqat.
De Djabal Achdar bestaat geologisch gezien uit een grote anticline met aangrenzend harde kalksteenlagen uit het Jura tot Krijt en ofiolieten. De kern van de anticline is zover geërodeerd dat oudere rotsen uit het Perm tot vroege Precambrium aan de oppervlakte zijn komen te liggen.
Het grootste deel van de lagere delen van het massief bestaan uit woestijn, maar hogerop valt jaarlijks ongeveer 300 mm neerslag, wat voldoende is om er struiken en bomen te doen groeien en landbouw mogelijk te maken. Hier komt ook de 'groene' naam van het massief vandaan. De koele zomers en uitgestrekte vergezichten zorgen voor enige toerisme naar het gebied. In het gebied wordt rozenwater gewonnen en worden vruchten als granaatappelen, abrikozen, perziken en walnoten geteeld.
Van 1957 tot 1959 werd er in het gebied zwaar gevochten tussen Omaanse troepen van de Sultan van Oman gesteund door Britse troepen (inclusief de SAS) enerzijds en door Saoedi-Arabië gesteunde rebellen van het binnenlandse Imamaat Oman anderzijds.
De 20e-eeuwse Engelse ontdekkingsreiziger Wilfred Thesiger beschrijft in zijn boek Arabian Sands hoe hij meermalen vergeefs getracht heeft de Djabal Achdar te bereiken.

## Wielersport
Djabal Achdar is sinds 2011 een scherprechter in de wielerwedstrijd Ronde van Oman. Dat jaar werd Robert Gesink de eerste winnaar van een etappe met finish op de top van de Djabal Achdar.
| Jaar | Etappe | Winnaar            |
| ---- | ------ | ------------------ |
| 2011 | 4      | Robert Gesink      |
| 2012 | 5      | Vincenzo Nibali    |
| 2013 | 4      | Joaquim Rodríguez  |
| 2014 | 5      | Chris Froome       |
| 2015 | 4      | Rafael Valls       |
| 2016 | 4      | Vincenzo Nibali    |
| 2017 | 5      | Ben Hermans        |
| 2018 | 5      | Miguel Ángel López |
| 2019 | 5      | Aleksej Loetsenko  |
| 2022 | 5      | Jan Hirt           |
| 2023 | 5      | Mauri Vansevenant  |
| 2024 | 5      | Adam Yates         |